# Улица Космонавтов (Нежин)
Улица Космонавтов (укр. Вулиця Космонавтів) — улица города Нежина, исторически сложившаяся местность (район) посёлок Космонавтов. Пролегает от перекрёстка улиц Станислава Прощенко и Борзнянский Путь до конца застройки. 
Примыкает улица Черниговская.

## История
Современная улица проложена на участке бывшего Черниговского пути Петербургского почтового тракта. В 1965 году улица получила современное название Космонавтов — в честь достижений советской космонавтики. На улице расположены Нежинский мясокомбинат (№ 25), цех № 2 завода строительных материалов (бывший клинкерных завод), детсад № 14 «Соколя» (№ 32А).

## Застройка
Улица пролегает в северо-западном и северном направлении — к аэродрому Нежин. Парная и непарная стороны улицы заняты усадебной и многоэтажной жилой (5-этажные дома) застройкой. Начало улицы (до примыкания Черниговской улицы) парная сторона улицы занята Центральным (Греческим) кладбищем.
Учреждения:
1. дом № 2 — Центральное (Греческое) кладбище
2. дом № 25 — Нежинский мясокомбинат
3. дом № 32А — детсад № 14 «Соколя»
4. дом № 52 — амбулатория семейной медицины № 7

Памятники архитектуры или истории:
1. перекрёсток улиц Космонавтов, Московской и Борзнянский путь — Памятный знак воинам-освободителям города Нежина — истории
2. дом № 2 (Центральное кладбище) — Церковь Константина и Елены — архитектуры и истории
3. на территории Центрального кладбища — 9 единичных и 4 братских могил — все истории
4. с левой стороны от центральных ворот Центрального (Троицкого) кладбища (перекрёсток с ул. Станислава Прощенко[2]) — Памятный знак Нежинской подпольной комсомольско-молодёжной организации — истории